# Дистърбт
„Дистърбт“ (на английски: Disturbed) е хевиметъл група от Чикаго, щата Илинойс, САЩ.
Създадена е през 1994 г., когато музикантите Дан Донеган, Стийв Кмак – Фъз и Майк Уенгрен наемат вокалиста Дейвид Дрейман в Чикаго, Илинойс. Те са продали над 11 милиона албума в целия свят. Първоначално класифицирани като ню метъл група, Дистърбт са считани от някои музикални критици като хардрок и хевиметъл, въпреки че други ги възприемат като алтернативен метъл. Въпреки това жанрът на групата все още се обсъжда. Групата има издадени пет студийни албума, четири от които дебютират под номер едно в „Билборд 200“.

## История

### Ранни дни,The Sickness
В своите ранни години, Дистърбт започва записването на няколко демота и изнасят представления на живо. Скоро след това групата пуска своя дебютен албум, озаглавен The Sickness. Песента „Down with the sickness“ от албума става изключително популярна, по-късно е използвана в много филмови саундтракове и все още се използва. Скоро след излизането на The Sickness, Дистърбт публикува преработена версия на темата на „Stone Cold“ Steve Austin за WWE наречена „Glass Shatters“. Дистърбт оглавяват Ozzfest турнето през 2001 г. заедно с Black Sabbath, Мерилин Менсън, Slipknot, Papa Roach, Linkin Park, Black Label society и Crazy Town. След това групата започва собствено турне, наречено Music as a Weapon. Бандите Adema, Drowning Pool, Stereomud и Systematic са включени на турнето заедно с Дистърбт.
Преди да се присъединят към европейското турне на Мерилин Менсън през 2001, басистът на Дистърбт Стийв Кмак – Фъз не е можел да свири поради изкълчен глезен. Фъз е наранил глезена си, когато е паднал от противопожарен изход извън репетиционната на Дистърбт няколко дни преди Коледа. Той е минал оттам, тъй като асансьорът е бил пълен с тяхното оборудване. След успешна операция, докторите му препоръчват да пропусне това турне, за да не получи по-големи поражения на глезена си. И все пак той свири с групата на 11 и 12 януари 2001 в Чикаго. Басистът Марти О'Браян го заменя, докато Фъз се оправи. На 4 юни 2002 Дистърбт пускат документален филм на име „M.O.L.“, който показва групата в студиото и по време на турнетата.

### „Believe“
През септември 2002 Дистърбт пускат своя втори студиен албум, озаглавен „Believe“, който дебютира на първо място. Песните „Prayer“, „Liberate“ и „Remember“ са сингли и феновете са учудени от новия албум, въпреки че не е толкова агресивен, колкото дебютния. Видеото на „Prayer“ е спряно от повечето телевизии, тъй като има прилики със случилото се на 11 септември 2001. Вокалът на Дистърбт, Дейвид Дрейман, записва вокалите за „Forsaken“ – песен, написана и продуцирана от Jonathan Davis от Korn за саунтрака на „Queen of the Damned“. През 2003 г. групата участва в турнето Ozzfest и започва собствено, което е наречено „Music as a Weapon II“. Групите Chevelle, Taproot и Unloco участват заедно с тях.
В началото на 2003 Дистърбт завършват турнето „Music as a Weapon II“ и групата се разделя с басиста си Фъз поради „лични“ проблеми с вокалиста Дейвид Дрейман. Той е заменен от Мат Конопински, а после и от Джон Мойер, който и е техен басист.

### „Ten Thousand Fists“
Дистърбт правят турне заедно с 10 Years и Ill Niño, за да промотират третия си албум „Ten Thousand Fists“, пуснат на 20 септември 2005, който дебютира на първо място в Северна Америка. „Ten Thousand Fists“ има 5 B-side песни, които не са в албума, но са в сингли и други албуми. „Hell“ може да бъде намерен в сингъла „Stricken“ (втората версия на сингъла има и студийната версия на песента „Dehumanized“, която е била включена като лайв в албума „Music as a Weapon II“ и DVD). Песента може да бъде чута в техния Myspace. Песента „Monster“, която е била от iTunes пакета за първите закупили предварително албума „Ten Thousand Fists“. След това песента е била много трудно да се намери, но може да бъде намерена на „Tour Edition“ на „Ten Thousand Fists“ (заедно с песента „Two Worlds“). Песента „Sickened“ може да бъде намерена в сингъла „Land of Confusion“. Петата песен може да бъде намерена в албума „Indestructible“ и се казва „Criminal“. Месец след издаването на албума „Ten Thousand Fists“, Дистърбт участват в турнето Jägermeister заедно с групата Corrosion of Conformity.
Дистърбт дават песента „Stricken“ за WWE's New Year's Revolution 2006. През април 2006 групата завършва австралийското си турне с Korn, 10 Years и Hatebreed. В средата на 2006 европейското турне е променяно 2 пъти, поради проблеми на фронтмена на бандата с гласа му.
В края на 2006 Дрейман е опериран заради проблемите му с гласа. Операцията е успешна и оттогава Дрейман е намалил пиенето, когато е на път. Дистърбт са хедлайнъри на Ozzfest 2006 заедно с Ози Озбърн, System of a Down, DragonForce, Avenged Sevenfold, Lacuna Coil и Hatebreed. Групата освен това прави европейското турне, което преди не се състои. Дистърбт правят и турне „Music as a Weapon III“, където са подкрепяни от Flyleaf, Stone Sour и Nonpoint.
Дрейман се забърква в скандал относно разпространението на музика чрез интернет, говорейки против хората от RIAA, въпреки факта че неговият лейбъл е член на RIAA.
Следва 1 година на записване на нов албум. Песента „This moment“ може да се намери в ОСТ-то на филма „Transformers“.

## Сегашни членове на групата
- Дейвид Дрейман (на английски: David Draiman) – вокал
- Дан Донеган (на английски: Dan Donegan) – китарист
- Джон Мойер (на английски: John Moyer) – бас-китарист
- Майк Уенгрен (на английски: Mike Wengren) – барабанист

## Дискография

### Студийни албуми
- „The Sickness“ (7 март 2000)
- „Believe“ (17 септември 2002)
- „Music As A Weapon II“ (Live-албум)(24 февруари 2004)
- „Ten Thousand Fists“ (20 септември 2005)
- „Indestructible“ (3 юни 2008)
- „Decade of Disturbed“ (The Sickness) – албум по случай 10-годишнината – презаписан е дебютния аблум и са добавени бонус песните (2010)
- „Asylum“ (31 август 2010)
- „The Lost Children“  (8 ноември 2011)
- „Immortalized“  (14 август 2015)
- „Evolution“ (19 октомври 2017)

### Сингли
- Stupify, 2000
- Down with the Sickness, 2000
- Voices, 2000
- The Game, 2001
- Prayer, 2002
- Remember, 2002
- Liberate, 2003
- Guarded, 2005
- Stricken, 2005
- Just Stop, 2006
- Land of Confusion, 2006
- Ten Thousand Fists, 2006
- Inside the Fire, 2008
- Perfect Insanity, 2008
- Indestructible, 2008
- The Night, 2009
- Another Way to Die, 2010
- Asylum, 2010
- The Animal, 2010
- Warrior, 2011
- Hell, 2011
- The Vengeful One, 2015
- The Sound Of Silence, 2015

### Видеоалбуми
- M.O.L., 4 юни 1985 (формат VHS, DVD)
- Indestructible in Germany, 27 ноември 2008 (формат DVD)
- Decade of Disturbed, 31 август 2010 (формат DVD)

### Бонус тракове
- Dehumanized
- A Welcome Burden
- Fade to Black (Metallica cover)
- Glass Shatters
- Forsaken
- God of the Mind
- Hell
- Monster
- Sickened
- Two Worlds
- This Moment
- Run
- midlife crisis (faith no more cover)
- parasite
- old friend
- 3

## Външни източници
- Alternative Sound[неработеща препратка]
- MySpace
- Официален сайт
- LyricWiki

|  | Тази страница частично или изцяло представлява превод на страницата Disturbed в Уикипедия на английски. Оригиналният текст, както и този превод, са защитени от Лиценза „Криейтив Комънс – Признание – Споделяне на споделеното“, а за съдържание, създадено преди юни 2009 година – от Лиценза за свободна документация на ГНУ. Прегледайте историята на редакциите на оригиналната страница, както и на преводната страница, за да видите списъка на съавторите. ВАЖНО: Този шаблон се отнася единствено до авторските права върху съдържанието на статията. Добавянето му не отменя изискването да се посочват конкретни източници на твърденията, които да бъдат благонадеждни. |